# 第5海外混成連隊 (フランス軍)
第5海外混成連隊（だいごかいがいこんせいれんたい、5e régiment interarmes d'outre-mer：5e RIAOM）は、ジブチ共和国ブリエールに駐屯する、 ジブチ駐留フランス軍（FFDJ）隷下のフランス陸軍海兵隊の機械化歩兵連隊である。
兵種は歩兵、伝統的区分は海兵隊である。

## 沿革

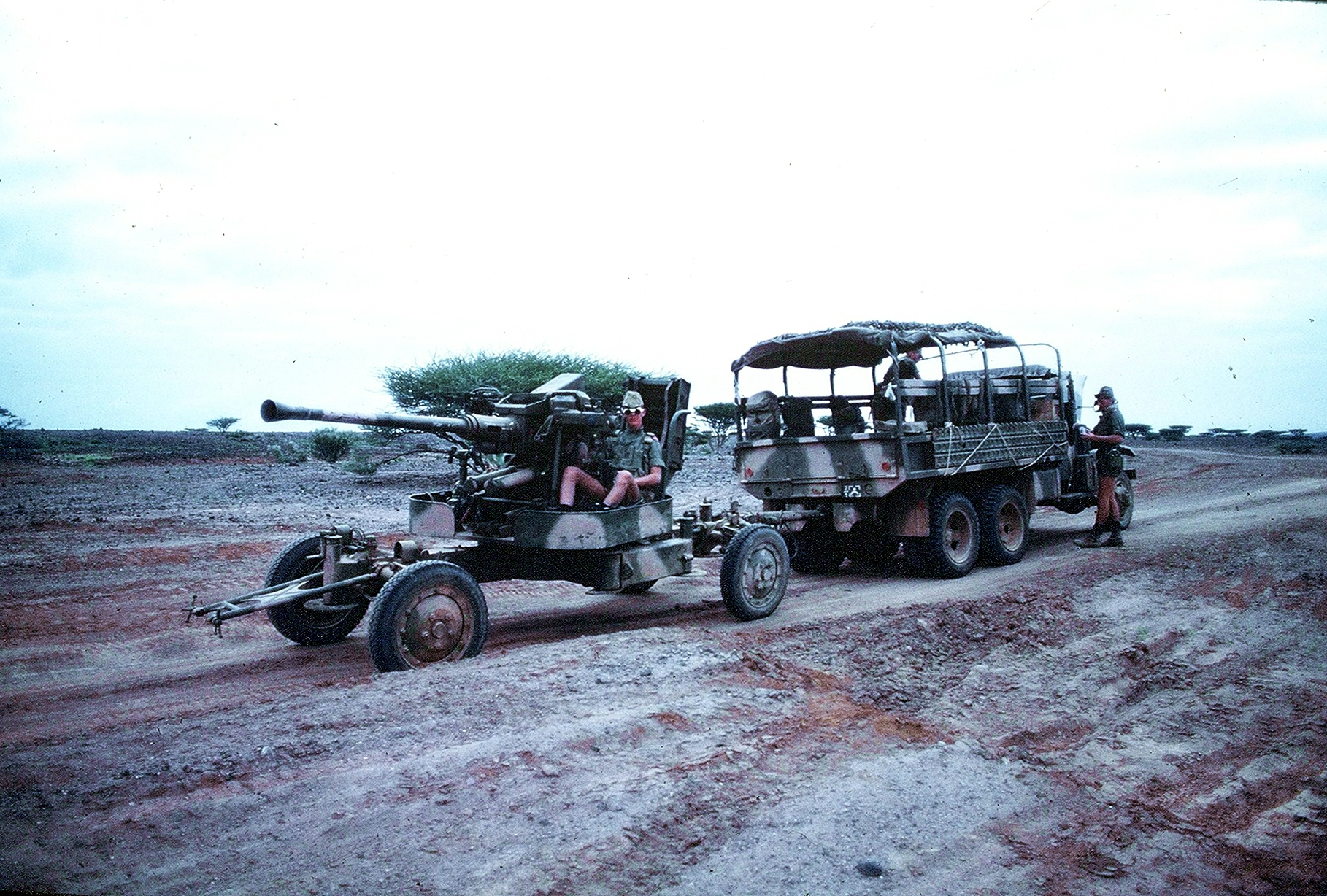
ボフォース 40mm機関砲, 1984

- 1890年：第5植民地歩兵連隊が創設される。
- 1914年：第1次世界大戦、西部戦線を転戦。
- 1940年：第5セネガル混成歩兵連隊に改編。
- 1945年：第一次インドシナ戦争に参加。（～1955年まで）
- 1969年：第5海外混成連隊に改編。

## 最新の部隊編成
- 連隊本部
- 本部管理中隊
- 戦車中隊 - AMX-10RC
- 歩兵中隊 - VAB
- 混成砲兵中隊
- 総合地区中隊

### 定員
- 連隊の人員構成は、約900名からなる。
- AMX-10RCを12両、TRF1を4門、RTF1を4門、20mm機関砲2門を装備する。

## 連隊の任務
連隊は、ジブチ共和国との防衛協定に基づき、同国の主権確保、部族間抗争の抑止、領域警備及びフランス権益の保護、軍の海外展開における拠点として一定の整備能力及び環境適応訓練が実施できるようにすることにある。

## 主要装備
- GIAT BM92-G1
- FA-MAS
- FR-F2
- AAT-F1
- AA-52
- 12.7mm重機関銃
- ERYX
- ミラン
- TRF1 155mm榴弾砲
- RTF1 120mm迫撃砲
- LLR 81mm迫撃砲
- 20mm機関砲
- AMX-10RC
- VAB
- VAL
- P4
- TRM 2000